# Германн Штессль
Германн Штессль (нім. Hermann Stessl, нар. 3 вересня 1940, Ґрац) — австрійський футболіст, що грав на позиції півзахисника. По завершенні ігрової кар'єри — тренер: який чотири рази вигравав чемпіонат Австрії з «Аустрією» (Відень).

## Ігрова кар'єра
У дорослому футболі дебютував 1957 року виступами за команду ГАК (Грац), в якій провів тринадцять сезонів.
Завершува ігрову кар'єру у команді «Дорнбірн», за яку виступав протягом 1970 року.

## Кар'єра тренера
Здобувши перший тренерський досвід на початку 1970-х з нижчоліговими «СВ Ляйбніц» та «СВ Вольфсберг», 1972 року був запрошений очолити тренерський штаб «Капфенберга», а ще за рік став головним тренером команди ГАК (Грац).
Після чотирьох років роботи з грацькою командою 1977 року став головним тренером віденської «Аустрії». За результатами кожного із двох повних сезонів, проведених на чолі «Аустрії», Штессль приводив її до перемоги у першості Австрії. А 1978 року команда вийшла до фіналу Кубка володарів кубків, де, щоправда, крупно поступилася бельгійському «Андерлехту» Раймона Гуталса з рахунком 0:4.
1979 року тренера, який вже отримав загальноєвропейську відомість, було запрошено до Греції, де він протягом сезону тренував АЕК. Далі у його кар'єрі була Португалія, де він працював протягом 1980–1984 років, тренуючи «Порту», «Боавішту» та «Віторію» (Гімарайнш).
1984 року повернувся на батьківщину, очоливши команду «Штурма» (Грац), а наступного року знову став головним тренером «Аустрії» (Відень), яку утретє привів до «золота» чемпіонату Австрії в сезоні 1985/86.
Після цього тріумфу знову отримав запрошення з-за кордону, цього разу із Швейцарії, де протягом 1986–1987 років очолював команду «Цюриха». Згодом провів частину 1988 року в Іспанії, тренуючи «Расінг».
Згодом у його тренерській кар'єрі були нижчолігові «Айзенштадт» та «Кремсер», а 1992 року його було запрошено утретє очолити тренерський штаб «Аустрії» (Відень), яка під його керівництвом у сезоні 1992/93 учетверте перемогла у чемпіонаті Австрії.
Пізніше у 1995/96 роках тренував «Аустрію» (Зальцбург), після чого зосередився на роботі у власній футбольній академії.

## Титули і досягнення

### Як тренера
- Чемпіон Австрії (4):

«Аустрія» (Відень): 1977-1978, 1978-1979, 1985-1986, 1992-1993
- Володар Кубка Австрії (1):

«Аустрія» (Відень): 1985-1986